# 似鳥沙也加
似鳥沙也加（日语：／ Sayaka Nitori */?）是一位日本女藝人、寫真偶像，福岡縣出身。在社群平台Instagram發布性感照片，擁有超過一百萬位關注者，是「#instagravure」主題標籤的創造者，因此一些雜誌和媒體給她「Instagram寫真女王」和「福岡天然珍珠」的稱號。

## 生平
小學時因為轉學到新學校，開始不敢進入新的教室，逐漸變得孤僻，似鳥沙也加會去保健室自習，不參加學校活動。高中輟學後，短暫做過兼職來克服社交恐懼，後來搬到東京。2016年12月開始使用Instagram，似鳥沙也加喜歡發布類似寫真集的照片，引起很大的反響，粉絲數量開始增加，她對攝影有著強烈的熱情，幾乎每天都會將照片發佈到Instagram上。本人曾說想拍攝「自己並不是主角，而是有氛圍的寫真」，因此她經常進入愛情賓館拍攝，無論是空間還是服裝都展現這一點。2018年正式出道，工作數量有所增加，因為之前的個性所以對電視節目或其他娛樂工作興趣不大。
2020年11月，似鳥沙也加與娛樂經紀公司「BASIC.」建立業務合作夥伴關係，後來雙方終止合作。
2022年9月，出版第一本個人實體商業寫真集《Ribbon》。

## 書籍

### 寫真集
- Ribbon（2022年9月28日，KADOKAWA）ISBN 978-4048974622。
- Colon（2024年7月30日，KADOKAWA）ISBN 978-4048977371。
- 似鳥沙也加-MADE IN JAPAN- 豪華特装版 no.3（2025年2月14日，KADOKAWA）ISBN 978-4048978484。

## 備註
1. ↑  意指「#Instagram寫真偶像」。

## 外部連結
- 似鳥沙也加 にとりさやか的X（前Twitter）
- 似鳥沙也加 Sayaka Nitori的Instagram帳戶
- 似鳥沙也加 Sayaka Nitori的Threads